# Stenopogon bartonae
Stenopogon bartonae là một loài ruồi trong họ Asilidae. Stenopogon bartonae được Wilcox miêu tả năm 1971. Loài này phân bố ở vùng Tân Bắc giới.